# Wendy Turnbull
Wendy Turnbull (n. 26 noiembrie 1952, Brisbane, Queensland, Australia) este o jucătoare de tenis australiană, medaliată olimpică. A participat la o ediție a Jocurilor Olimpice (1988) în care a câștigat o medalie de bronz.

## Participări
Lista de mai jos prezintă principalele competiții la care a participat Wendy Turnbull de-a lungul carierei.
- tennis at the 1988 Summer Olympics – women's doubles[*]